# Величко Олег Миколайович
Вел́ичко Ол́ег Микол́айович (12 червня 1958, с. Коханівка, Турбівський район, Вінницька область) — український науковець, метролог, доктор технічних наук (2008), професор (2012), заслужений діяч науки і техніки України (2008).

## Життєпис
Величко Олег Миколайович народився 12 червня 1958 у Вінницькій області.
В 1980 р. закінчив Харківський інститут радіоелектроніки (ХІРЕ) за спеціальністю радіотехніка.
У 1980—1989 рр. працював на посадах інженера, старшого інженера, інженера І-ї категорії у науково-дослідних відділах Київського НДІ радіовимірювальної апаратури (КНДІРВА) Київського виробничого об'єднання імені С. П. Корольова, у 1989—1992 рр. — на посадах провідного інженера і старшого наукового співробітника Спеціального конструкторського бюро (СКБ) товарів народного вжитку «Меридіан» цього ж об'єднання.
У 1992—1996 рр. працював начальником відділу Українського НДІ стандартизації, сертифікації та інформатики (УкрНДІССІ) Держстандарту України. У 1996—2000 рр. обіймав посаду заступника голови з питань метрології Держстандарту України, державний службовець 3 рангу. У 2000—2003 рр. працював заступником начальника Департаменту гідрометеорологічної служби і моніторингу, начальником Управління моніторингу довкілля Міністерства екології та природних ресурсів України .
З 2003 року працює в Державному підприємстві «Всеукраїнський державний науково-виробничий центр стандартизації, метрології, сертифікації та захисту прав споживачів» (ДП «Укрметртестстандарт») на посаді директора Науково-виробничого інституту електромагнітних вимірювань .

## Наукова і професійна діяльність
У 1990 р. захистив кандидатську дисертацію з питань прецизійних вимірювань електричних сигналів (Інститут електродинаміки Академії наук України, м. Київ). У 1998 р. ВАК України присвоєно вчене звання старшого наукового співробітника, а у 1999 р. Міністерством освіти України — доцента кафедри метрологічного забезпечення електричних і радіотехнічних засобів вимірювань.
У 2007 р. захистив докторську дисертацію з питань теорії та практики оптимізації багаторівневої системи стандартизації національного рівня в галузі метрології (Національний університет «Львівська політехніка»), а у 2012 р. Міністерством освіти і науки, молоді та спорту України присвоєно вчене звання професора кафедри вимірювальної техніки.
У 1996—2003 рр. і у 2005—2014 рр. був членом Науково-технічної з метрології (НТКМ) спочатку при Держстандарті України, а потім при Міністерстві економіки України. У 1996—2000 рр. був членом Комітету від України Організації метрологічних закладів країн Східної та Центральної Європи (КООМЕТ) . У 1997—1999 рр. — член Вищої експертної ради Міннауки України, у 1997—2000 роках — заступник голови Державної комісії єдиного часу та еталонних частот України, У 1996—2000 роках — керівник Державної програми «Створення та розвитку Державної служби єдиного часу та еталонних частот» .
У 2000—2002 рр. — секретар Державної міжвідомчої комісії із забезпечення виконання Рамкової конвенції ООН про зміну клімату, у 2002—2003 рр. — член Державної міжвідомчої комісії з питань моніторингу довкілля. У 2000—2002 рр. — член офіційних делегацій від України на 6, 7 і 8-й Конференціях Сторін Рамкової конвенції ООН про зміну клімату, у 2001—2003 рр. — член Спеціальної робочої групи з моніторингу довкілля при Європейській Економічній Комісії ООН (ЄЕК ООН) .
У 2004 р. стажувався у США за спеціальною програмою SABIT «Стандарти для інформаційних технології» . У 2004 р. брав участь у складі офіційної делегації від України в 12-й Міжнародній конференції законодавчої метрології Міжнародної організації законодавчої метрології (МОЗМ); у 2007 р. — в 23-й Генеральній конференції мір і ваг (ГКМВ) . З 2005 р. член від України технічного комітету КООМЕТ 1.3 «Електрика і магнетизм» .
З 2006 р. очолив технічний комітет стандартизації України ТК 90 «Засоби вимірювання електричних і магнітних величин» , , технічний експерт TC 85 "Measuring equipment for electrical and electromagnetic quantities" Міжнародної електротехнічної комісії (IEC).
З 2020 р. член TC4 "Measurement of Electrical Quantities" Міжнародної конфедерації вимірювань (IMEKO) .
У 1996—1999 рр. і з 2004 рр. — член редакційної колегії науково-технічного журналу «Український метрологічний журнал» , з 2018 р. — член редакційної колегії Міжнародного наукового журналу «Східно-Європейський журнал передових технологій» , з 2012 р. — член редакційної колегії "Збірника наукових праць Одеської державної академії технічного регулювання та якості" .
У 2007 року захистив докторську дисертацію з питань теорії та практики оптимізації багаторівневої системи стандартизації національного рівня в галузі метрології (Національний університет «Львівська політехніка») , а у 2012 р. Міністерством освіти і науки, молоді та спорту України присвоєно вчене звання професора кафедри вимірювальної техніки .
Біографія О. М. Величка включена до 10-го (2008—2009 рр.) та 11-го (2011—2012 рр.) видань «Who's Who in Science and Engineering», до 26-31-го (2009—2014 рр.) видань «Who's Who in the World» (видавництво Marquis, США) , до "The World Biographical Encyclopedia Prabook" . Представлений у виданні "Науковці України еліта держави" видавництва "Логос Україна" .
Автор (співавтор) понад 650 наукових праць (2021) , в тому числі 25 винаходів , більше 60 підручників, навчальних посібників, монографій з питань метрології, стандартизації, технічного регулювання, екології, моніторингу довкілля. Станом на 2021 100 його наукових робіт входять до наукометричної бази Scopus , 58 - Web of Science . Більше 180 його робіт (2021) надруковано у провідних наукових виданнях (США, Велика Британія, Франція, Японія, Республіка Корея, Німеччина, Італія, Іспанія, Австрія, Бразилія, Аргентина, Куба тощо) .

## Почесні нагороди
Присвоєно почесні звання «Заслужений діяч науки і техніки України» (2008), «Заслужений метролог КООМЕТ» (2008) .
Нагороджений нагрудним знаком Держстандарту України «За заслуги в стандартизації, метрології, сертифікації та акредитації» (1999), Почесним знаком Міждержавної ради з питань стандартизації, метрології та сертифікації «За заслуги» (2010), Почесною грамотою Кабінету Міністрів України (2007), Грамотою Верховної Ради України (2013) .

## Вибрані праці та інтерв'ю
- (англ.)Velychko O., Gordiyenko T. Metrological Traceability at Different Measurement Levels // Standards, Methods and Solutions of Metrology / Edited by Luigi Cocco. – Published by IntechOpen, in London, United Kingdom. – October, 2019. – 102 p. (Chapter 1, p. 1–21)  [Архівовано 2 червня 2021 у Wayback Machine.].
- (англ.)Velychko O., Gordiyenko T. The uncertainty estimation and use of measurement units in national inventories of anthropogenic emission of greenhouse gas // Greenhouse Gases – Emission, Measurement and Management / Edited by Guoxiang Liu. – Published by InTech, Croatia. – March, 2012. – 504 p. (Chapter 9, p. 187–214)  [Архівовано 2 червня 2021 у Wayback Machine.].
- (англ.)Velychko O. Possibilities of Linking Results of Key and Supplementary Comparisons in Field of Electricity and Magnetism // Measurement. – 144. – 2019. – P. 167–172  [Архівовано 7 квітня 2022 у Wayback Machine.].
- (англ.)Velychko O., Gordiyenko T. The use of metrological terms and SI units in environmental guides and international standards // Measurement. – Vol. 40. – February 2007. – Issue 2. – P. 202–212.
- (англ.)Velychko O. The development and transformation of national metrology legislation in Ukraine // OIML Bulletin. — Vol. LV. — October 2014. — Number 4. — P. 26-31
- (англ.)Velychko O. The optimization of multifunctional national metrological systems // OIML Bulletin. — Vol. LI. — July 2010. — Number 3. — P. 11-16
- (англ.)Velychko O. Implementing of the CIPM MRA of the National Metrological Institute Ukrmetrteststandard // Proceedings Joint IMEKO TC 11-TC 19-TC 20 Intern. Symp. «Metrological Infrastructure, Environmental and Energy Measurement» (IMEKO-MI2011). — Cavtat, Dubrovnik Riviera, Croatia. — 2011 (15-17 June). — CD. — P. 100—104
- (англ.)Velychko O. Activity of international and regional organization for globalization of the world economy // XVIII IMEKO World Congress «Metrology for a Sustainable Development». — Rio de Janeiro, Brazil. — 2006 (17-22 September). — CD. — 6 p.
- (ісп.)Velychko Oleh. TRANSFORMACIÓN MODERNA DE LOS SISTEMAS METROLÓGICOS MULTIFUNCIONALES NACIONALES. Boletín Científico Técnico INIMET, núm. 2, julio-diciembre, 2011, pp. 9-25. Instituto Nacional de Investigaciones en Metrología. Ciudad de La Habana, Cuba  [Архівовано 24 червня 2021 у Wayback Machine.].
- Величко О. М., Коломієць Л. В., Гордієнко Т. Б. Основи метрології та метрологічна діяльність. – Херсон: Олді-плюс, 2021. – 576 с.  [Архівовано 19 квітня 2021 у Wayback Machine.].
- Величко О. М. Всесвітня історія метрології; від давнини до Метричної конвенції. – Херсон: Олді-плюс, 2020. – 528 с. .
- Величко О. М. Всесвітня історія метрології: від давнини до кінця ХІХ століття. – К.: Основа, 2006. – 424 с.
- О.Величко: «Похибка при вимірюваннях кількості продукту в нафто- й газопроводах у кілька сотих коштує не одну сотню мільйонів доларів» .
- О.Величко: «Вимірювання в галузі науки та техніки… Міст до інновацій» .